# CityJet (Dänemark)
CityJet A/S (bis 2018 Cimber A/S) ist ein dänischer Personaldienstleister mit Sitz in Kastrup und war eine dänische Fluggesellschaft mit Sitz in Sønderborg und Basis auf dem Flughafen Sønderborg. Die Hauptaktivität der Cityjet A/S ist das Bereitstellen der Besatzungen von Flugzeugen, die der Muttergesellschaft CityJet DAC gehören.

## Geschichte

### Cimber A/S
Cimber wurde im Mai 2012 als Nachfolgegesellschaft der insolventen Vorgängerin Cimber Sterling gegründet, die wiederum bis Dezember 2008 den Firmennamen der 1950 gegründeten Cimber Air trug. Cimber übernahm den Vertrag der Cimber Sterling, die mehrere Routen im Auftrag und Namen der SAS Scandinavian Airlines bediente.
Im September 2014 wurde bekannt, dass SAS zum Sommerflugplan 2015 alle Verträge mit Cimber auslaufen lassen wolle. Cimber plante daher, Ende März 2015 den Betrieb einzustellen.

#### Übernahme durch SAS Scandinavian Airlines
Im Dezember 2014 kündigte SAS an, dass sie Cimber für 2,7 Millionen Euro übernehmen werde. Die Übernahme wurde am 2. Februar 2015 abgeschlossen. Alle bis dahin genutzten Flugzeuge (eine ATR 72-200 sowie fünf Bombardier CRJ200) wurden 2015 durch zwölf Bombardier CRJ900 ersetzt, die Cimber von ihrer Muttergesellschaft SAS erhalten hatte.

#### Flotte
Mit Stand Mai 2017 bestand die Flotte der Cimber aus elf Flugzeugen mit einem Durchschnittsalter von 7,9 Jahren.
| Flugzeugtyp       | Anzahl | bestellt | Anmerkungen                             |
| ----------------- | ------ | -------- | --------------------------------------- |
| Bombardier CRJ900 | 11     |          | betrieben für SAS Scandinavian Airlines |
| Gesamt            | 11     | -        |                                         |

#### Übernahme durch CityJet DAC
Zum 31. Januar 2017 wurde Cimber von CityJet übernommen, welche ebenfalls für SAS Flüge im Wet-Lease betreibt. Elf Flugzeuge der Cimber werden ab 2017 von CityJet betrieben, sollen jedoch durch zehn Neubeschaffungen des gleichen Typs ersetzt werden.

### CityJet A/S
Im Jahr 2018 wurde der Name des Unternehmens von Cimber A/S auf CityJet A/S geändert und es wurden im Laufe des Jahres 2018 alle Flugzeuge an die Muttergesellschaft CityJet DAC übertragen, auch das Luftverkehrsbetreiberzeugnis (AOC) wurde zurückgegeben.